# Adem Mustafić
Adem Mustafić (* 3. April 2008) ist ein bosnisch-österreichischer Fußballspieler.

## Karriere

### Verein
Mustafić begann seine Karriere beim Villacher SV. Zur Saison 2021/22 wechselte er in die Akademie des SK Austria Klagenfurt, in der er fortan sämtliche Altersstufen durchlief. Im Mai 2024 debütierte er für die Amateure der Klagenfurter in der Kärntner Liga. Dies blieb sein einziger Saisoneinsatz für Klagenfurt II.
Im Dezember 2024 gab er bei seiner Kaderpremiere sein Debüt für die Profis der Austria in der Bundesliga, als er am sechsten Spieltag der Saison 2024/25 gegen den FC Red Bull Salzburg in der 89. Minute für Matteo Kitz eingewechselt wurde. Damit wurde er gemeinsam mit dem zeitgleich debütierenden Dino Delić der erste Spieler des Jahrgangs 2008 in der Bundesliga.

### Nationalmannschaft
Mustafić debütierte im November 2024 für die bosnische U-17-Mannschaft.